# Nora Achahbar
Nora Achahbar, née le 21 juin 1982 à Sidi Slimane (Maroc), est une femme politique néerlando-marocaine. Au nom de la parti politique Nouveau Contrat social (NSC), elle a occupé le poste de secrétaire d'État aux Allocations et aux Douanes au sein du Cabinet Schoof du 2 juillet au 15 novembre 2024.

## Biographie

### Naissance et origines
Nora Achahbar naît à Sidi Slimane, au Maroc. Étant la seule de la fratrie née au Maroc, elle rejoint sa famille, installée aux Pays-Bas. Elle est la fille d'un travailleur invité, arrivé à La Haye au milieu des années 1970, à l'âge de dix-huit ans, pour combler les pénuries de main-d'œuvre,. Elle grandit dans le quartier défavorisé de Schilderswijk.

### Études et formations
De 1994 à 2000, Nora Achahbar fréquente le lycée Johan de Witt College à La Haye, où elle est présidente du conseil des élèves et du groupe GOUD (Grand Conseil des élèves de La Haye). De 2000 à 2007, elle étudie le droit néerlandais à l’Université de Leyde, se spécialisant en encyclopédie et philosophie du droit. Entre 1999 et 2001, elle est membre du groupe de pilotage « Normes et valeurs dans une ville multiculturelle » du service OCW de la municipalité de La Haye. En 2000, elle travaille comme secrétaire au sein de la rédaction politique des journaux Nielsen à La Haye. 
De 2000 à 2001, Achahbar est animatrice pour mineurs non accompagnés demandeurs d’asile auprès du Service de l’immigration et de la naturalisation (IND). Durant ses études, entre 2003 et 2004, elle occupe plusieurs fonctions, notamment présidente de la commission d’accueil, présidente du cercle féminin Supernova, membre de la rédaction et trésorière du magazine mensuel de l’association étudiante L.V.V.S. Augustinus, ainsi que vice-présidente des activités académiques au sein de l’association d’étudiants en droit européen The European Law Students' Association. En 2004, elle est assistante étudiante à l’Université de gestion de Nyenrode à Breukelen.
De 2003 à 2005, Achahbar est ambassadrice étudiante pour la faculté de droit de l’Université de Leyde. En 2006, elle est collaboratrice personnelle pour le groupe parlementaire des Démocrates 66 à la Chambre des représentants. De 2004 à 2008, elle travaille au centre de recherche de la Cour suprême des Pays-Bas à La Haye. Entre 2006 et 2008, elle participe au projet « Getalenteerd » du Ministère de l'Éducation, de la Culture et de la Science. De 2007 à 2008, elle effectue un stage au Conseil pour la justice à La Haye.
De 2008 à 2014, Achahbar suit une formation de magistrat stagiaire au Centre d’études judiciaires à Utrecht. Dans ce cadre, elle est juge suppléante en droit pénal, civil et administratif au tribunal de Haarlem de 2008 à 2010, procureure stagiaire au parquet de Haarlem de 2010 à 2012, enquêtrice policière à la brigade criminelle de Leyde de 2012 à 2013, et avocate chez Nolet Advocaten à La Haye de 2013 à 2014.
De 2014 à 2024, Achahbar est procureure au parquet de l’arrondissement de La Haye. Entre 2020 et 2021, elle est également juge suppléante en droit pénal et administratif au tribunal de La Haye. En 2023 et 2024, elle suit le programme STOOM (Développement systématique des talents au ministère public) et une formation sur le leadership au SSR à Utrecht. Parallèlement, elle participe activement à plusieurs commissions du ministère public et intervient en tant qu’enseignante invitée dans le domaine du système éducatif aux Pays-Bas.

### Carrière politique
Achahbar figure à la 26e position sur la liste des candidats du Nouveau Contrat social (NSC) lors des Élections législatives néerlandaises de 2023. Elle obtient 1 373 votes préférentiels, un nombre insuffisant pour être élue à la Chambre des représentants. Cependant, depuis le 2 juillet 2024, elle occupe le poste de secrétaire d’État aux Allocations et Douanes au sein du Cabinet Schoof. Dans ses attributions, elle gère les politiques liées aux allocations (notamment la loi générale sur les régimes de prestations basés sur le revenu, l’affaire des allocations frauduleuses, l’allocation santé et l’allocation logement), la réforme du système des allocations, ainsi que les Douanes.
Le 15 novembre 2024, il est annoncé qu’Achahbar compte présenter sa démission, en raison de propos supposément racistes tenus par certains de ses collègues lors d’un Conseil des ministres, organisé à la suite des affrontements du 7 novembre 2024 à Amsterdam. Après qu’une crise gouvernementale ait été évitée, son départ est accepté par le roi, à sa propre demande. Dans la soirée, peu après 23 heures, Achahbar publie une déclaration via le compte Instagram du ministère, suivie d’une conférence de presse. Dans cette déclaration, elle explique que les interactions polarisantes et les tensions des semaines précédentes ont eu un tel impact sur elle qu’elle ne peut plus continuer à assumer ses fonctions de secrétaire d’État,,. Lors de la conférence de presse tenue plus tard, le Premier ministre Dick Schoof déclare qu’aucun racisme n’a eu lieu, ni au sein du Conseil des ministres, ni au sein du gouvernement,.